# Johanna Sinisalo
Johanna Sinisalo (Sodankylä, 1958. június 22. –) finn író, a weird („furcsa”) irodalom kiemelkedő alakja.

## Élete

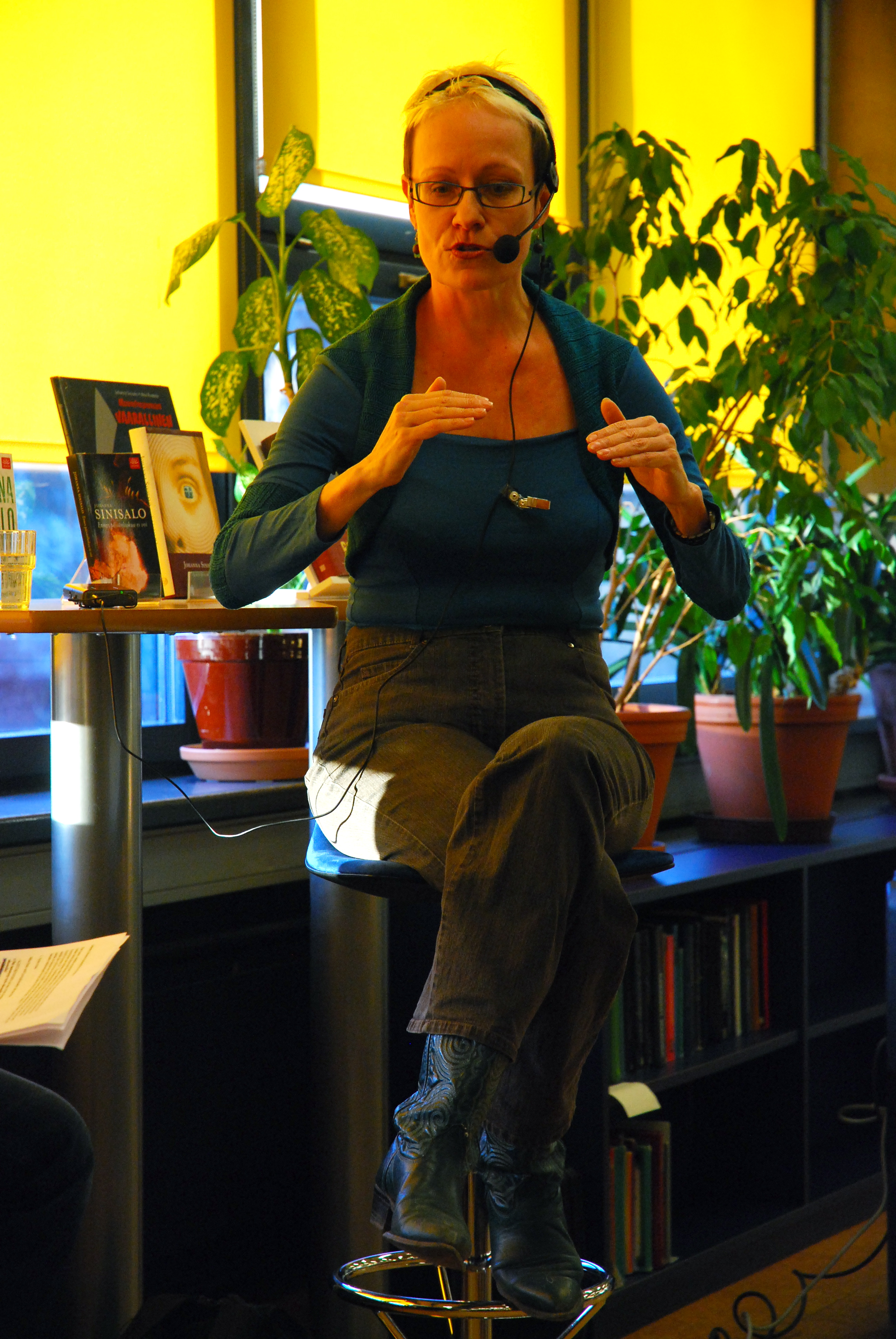
Egy finn iskolában 2009-ben

Johanna Sinisalo irodalmat tanult a Tamperei Egyetemen. Később a reklámiparban dolgozott, 1997-től kizárólag az írásnak szentelte az idejét. Az első fantasy regénye (Ennen päivänlaskua ei voi) 2000-ben elnyerte a Finlandia-díjat. A regény angol nyelvű kiadása 2004-ben megkapta a James Tiptree Jr-díjat.

## Művei
- Ennen päivänlaskua ei voi (Naplemente előtt nem lehet) (2000)
- Sankarit (A hősök) (2003)
- Kädettömät kuninkaat ja muita häiritseviä tarinoita (2005)
- Lasisilmä (Üvegszem) (2006)
- Linnunaivot (2008)
- Möbiuksen maa (Moáb földje) (2010)
- Enkelten verta (Az angyalok vérét) (2011)
- Salattuja voimia (Titkosított erők) (2012)
- Auringon ydin (A Nap Magja) (2013)

### Magyarul
- Éjvíz [Yövesi, 1988] és Hanna [Hanna, 1988] Galaktika 102. (1989)
- A Nap Magja (Auringon ydin); ford. G. Bogár Edit; Metropolis Media, Bp., 2019 (Galaktika Fantasztikus Könyvek) ISBN 9786155859434
- Iron Sky. Támad a Hold; ford. G. Bogár Edit; Metropolis Media, Bp., 2020 ISBN 9789635510214[8]

## Film
- Iron Sky: Támad a Hold (2012)[9]